# Уэйвени (река)
Уэйвени (англ. Waveney) — судоходная река в Англии, граница между графствами Саффолк и Норфолк. Длина реки — 85,3 км (53 мили). Площадь водосборного бассейна — 864 км².

## Судоходство
В соответствии с Актом парламента от 1670 года пятерым торговцам из Бангея и одному из Даунем-Маркета было поручено провести работы по улучшению судоходства на реке. Работы включали строительство трёх шлюзов в Гелдестоне, Эллингеме и Уэйнфорде, чтобы продлить судоходство до порта Банги.

## Качество воды
Уэйвени имеет общую оценку качества воды на всём протяжении как «посредственное», а химический статус «плохой». Причины низкого качества воды в сбросе неочищенных сточных вод на большем протяжении реки, физическая модификация каналов и ненадлежащее управление сельским хозяйством и землями, прилегающими к речной системе. Судоходство оставалось в частных руках и не было под контролем Ярмутских комиссаров, которые отвечали за низовья реки.